# August af Petersens
August Herman af Petersens, född 9 maj 1844 i Marstrand, död 19 april 1936 i Osbyholm, Hörby församling, Malmöhus län, var en svensk militär. Han var måg till Mauritz Theodor Berger samt far till Hedvig och Frank af Petersens.
af Petersens blev underlöjtnant vid Göta artilleriregemente 1862, löjtnant där 1867, kapten 1873, major i armén 1892 och vid Andra Svea artilleriregemente 1893. Han befordrades till överstelöjtnant i armén 1896 och beviljades avsked samma år med tillstånd att som major kvarstå i regementets reserv. af Petersens blev chef för Strömsholms hingstdepå och ridskola 1892, för Remonteringsstyrelsen 1896 och var chef för Flyinge hingstdepå och stuteri 1897–1924. Han blev överste i armén 1904 och beviljades avsked ur krigstjänsten 1907. af Petersens blev riddare av Svärdsorden 1883 och kommendör av andra klassen av Vasaorden 1908. Han vilar på Östra kyrkogården i Göteborg.